# Посельский, Яков Михайлович
Яков Михайлович Посе́льский (28 сентября [10 октября] 1894, Москва — 26 июня 1951, там же) — советский кинорежиссёр. Заслуженный деятель искусств РСФСР (1935)

## Биография
Его отец, купец 2-й гильдии Хиль Шлиомович Посельский (1867—?) вместе со своим младшим братом Моисеем Шлиомовичем (Михаилом Соломоновичем) Посельским были совладельцами магазинов готового платья, основанных их отцом — Шлиомом Хилевичем Посельским; в 1914 году они стали владельцами кинематографической конторы «Кинолента». Семья жила в доме Сушкина на Тверской улице, позже в Пречистенском переулке, № 25. Брат режиссёра Иосифа Посельского.
Учился в Московском коммерческом институте. В кинематографе с 1914 года. Работал на киностудиях Севзапкино (Ленинград) и Союзкино-ЦСДФ (Москва). До 1939 года преподавал во ВГИКе. Заслуженный деятель искусств РСФСР (1935).
Похоронен на Донском кладбище.

## Семья
- Мать — Сарра-Рива Моисеевна Посельская.
- Четыре брата — Александр (Исай, 1895—?), Семён (Симха, Симон, 1891—?, режиссёр «Севзапкино»), Борис (Борух, 1890—?) и Иосиф Посельский (1899—1970), кинорежиссёр[1].
- Первая жена — врач Цецилия Яковлевна Имас. Их сын — фронтовой оператор Михаил Яковлевич Посельский. Внук — известный оператор Яков Михайлович Посельский[9] (трагически погиб на съёмках фильма в Москве).
- Вторая жена — режиссёр-документалист Ирина Владимировна Венжер.

## Фильмография
- 1916 — Гануся
- 1924 — Бедняку впрок кулаку вбок (Севзапкино)[10][11]
- 1930 — 13 дней. Дело Промпартии (руководство работой коллектива Союзкинохроники). Отснятый материал, в том числе не вошедший в режиссёрскую версию 1930 года, использован в фильме Сергея Лозницы «Процесс» (2018)[12][13]
- 1932 — Москва[14]
- 1934 — Челюскин (ЦСДФ)[15][16][17]
- 1946 — Молодость нашей страны (совм. с И. Венжер)[18]